# Iveco Cursor
El motor Cursor es un motor de combustión interna fabricado por Fiat-Iveco Powertrain desde 1998. Se trata, en realidad, de una amplísima familia de motores, buques insignia del grupo Fiat, diseñados para ofrecer altísimas prestaciones a los equipos y materiales que los equipan para trabajar en condiciones extremas con bajos costes operativos y máxima productividad. Su diseño original fue proporcionado por las oficinas de diseño de Fiat-Iveco integradas en la filial Fiat Powertrain Industrial.
Esta familia de motores sustituye a la gama de motores Fiat 8210 de 6 cilindros en línea y Fiat 8280 V8 que montaban los vehículos pesados Iveco TurboTech y TurboStar y otros equipos fijos o móviles entregados bajo la marca Fiat-AIFO a los distintos fabricantes.

## Historia
Fue en 1998 cuando el grupo industrial italiano presentó al gran público una nueva generación de motores diésel de altas prestaciones, la nueva serie denominada Iveco Cursor, motores todos ellos en configuración de 6 cilindros en línea con 4 válvulas en cabeza por cilindro. Por primera vez en el mundo, el motor de un camión está equipado con un turbocompresor de geometría variable. El fabricante italiano de motores y fabricante Fiat, conocedor a la perfección de este proceso técnico que inauguró por primera vez en un coche en 1991 con el Fiat Croma.

## La primera serie CURSOR 8 - 10 - 13
Esta primera entrega de motores incluye 3 modelos con varios niveles de potencia para cada uno de ellos:
- Cursor 8: fabricado e implementado a partir de 1998 con una cilindrada de 7790 cm3 desarrollando, según versión, 228/259/268 kW - 310/350/360 CV DIN de 1700 a 2500 rpm min, con un par máximo de 1100/1250 N·m en un rango de velocidad de 1000 a 1750 rpm,
- Cursor 10: de 1999 con una cilindrada de 10 308 cm3 desarrollando 309/331 kW - 420/450 CV DIN,
- Cursor 13: de 1999 con una cilindrada de 12 882 cm3 desarrollando 368/412 kW - 500/560 CV DIN.

### El motor CURSOR 8 -tipo F2B
El nuevo motor Fiat-Iveco CURSOR 8 tiene una cilindrada de 7790 cc con un diámetro de 115 mm y una carrera de 125 mm. Gracias a su turbocompresor de geometría variable, desarrolla un par muy elevado desde bajas revoluciones (apenas 1000 rpm) y un par máximo repartido en un rango de revoluciones muy amplio con una potencia máxima constante en un rango de 1700 a 2400 rpm según versiones. La electrónica Magneti Marelli es perfecta para gestionar la alimentación y el buen funcionamiento del motor. Los inyectores tienen 8 agujeros y la presión alcanza los 1500 bares. La potencia máxima se ha limitado a 340 CV DIN a 3000 rpm en una primera serie de motores pero la versión "normal" presentada CURSOR 8-350 ofrece una variante "Economy" que consiste en memorizar un ajuste que limita la velocidad máxima del motor a 2000 rpm y su potencia a 270 CV DIN para reducir aún más el consumo cuando se conduce vacío o con un vehículo con muy poca carga.
Las primeras pruebas del CURSOR 8 comenzaron en mayo de 1995 con 53 vehículos movilizados que recorrieron más de 8,5 millones de kilómetros por toda Europa, en todas las condiciones y en todos los climas.
El CURSOR 8 estuvo rápidamente disponible en 3 versiones de 310, 330 y 360 hp DIN. Su peso es de 680 kg. Primero equipó los camiones Iveco Eurotech y EuroStar y luego Iveco Eurotrakker en 2000.

#### Evolución del CURSOR 8
En 2006, el grupo Fiat lanzó un nuevo motor de la gama CURSOR: el CURSOR 9, con una cilindrada de 8709 cm3 y equipado con inyección Common Rail. Este motor se desarrolló originalmente para usos fuera de carretera. Se utilizará para su primera aplicación en la cosechadora NH Tier 3.
Consciente de las ventajas de la inyección Common Rail, el fabricante de motores italiano transformará progresivamente toda su gama de motores: TECTOR/NEF, CURSOR y VECTOR.
Con la adopción del sistema Common Rail, el motor CURSOR C8 se convierte en C78. Manteniendo la misma cilindrada, se ha reelaborado para seguir la evolución normativa de emisiones contaminantes y pasa sin incidencias las normas Euro 4 - 5 y 6. Su potencia se incrementa hasta los 228-265 kW/310-360 CV DIN con un Altísimo 1300-1500 N·m a 1655 rpm, el par y la potencia máximos están disponibles en una amplia gama de velocidades del motor de 1200 a 1800 rpm. Este motor no utiliza el sistema EGR gracias a su avanzado diseño que asegura una eficiencia óptima en la combustión de combustible con una economía muy notable.

#### Evolución del CURSOR 13
En 2012, Fiat Powertrain Technologies presentó la versión CURSOR 13-2 con inyección Common Rail y turbocompresor de dos etapas. El cuerpo del motor es retenido con una cilindrada de 12 882 cc - 135 × 150 mm - Turbo Intercooler Common Rail HI-eSCR desarrollando 570 hp DIN a 1600 rpm.
Un año más tarde, en 2013, el fabricante de motores lanzó al mercado los motores CURSOR 11 y 13 Euro 6, destinados a equipar vehículos pesados. Su primera aplicación será proporcionada por Iveco en el Stralis y Trakker.
La gama de motores diésel CURSOR Common Rail Euro 5/6 es entonces:
| Tipo        | Cilindrada (cm 3) | Potencia kW (CV DIN) a r/min | Par N m a r/min  | Emisiones |
| ----------- | ----------------- | ---------------------------- | ---------------- | --------- |
| C 78 ENT    | 7790              | 228 (310) a 2400             | 1300 a 1675      | Euro 5    |
| C 78 ENT    | 7790              | 243 (330) a 2400             | 1400 a 1655      | Euro 5    |
| C 78 ENT    | 7790              | 265 (360) a 2400             | 1300 a 1675      | Euro 5    |
| C 9         | 8709              | 228 (310) a 1650/2200        | 1300 a 1100/1650 | Euro 6    |
| C 9         | 8709              | 243 (330) a 1650/2200        | 1700 a 1100/1650 | Euro 6    |
| C 9         | 8709              | 265 (360) a 1530/2200        | 1650 a 1200/1550 | Euro 6    |
| C 9         | 8709              | 294 (400) a 1650/2200        | 1700 a 1200/1650 | Euro 6    |
| C 10 ENT    | 10 308            | 310 (420) a 2100             | 1900 a 1550      | Euro 5    |
| C 10 ENT    | 10 308            | 330 (450) a 2100             | 2100 a 1550      | Euro 5    |
| C 10 ENT    | 10 308            | 340 (460) a 2100             | 2100 a 1550      | Euro 5    |
| C11         | 11 100            | 309 (420) a 1450/1900        | 2000 a 870/1500  | Euro 6    |
| C11         | 11 100            | 338 (460) a 1500/1900        | 2150 a 925/1500  | Euro 6    |
| C11         | 11 100            | 353 (480) a 1460/1900        | 2300 a 970/1500  | Euro 6    |
| C13         | 12882             | 301 (410) a 1900             | 1900 a 1500      | Euro 5    |
| C13         | 12882             | 324 (440) a 1900             | 2200 a 1400      | Euro 5    |
| C13         | 12882             | 331 (450) a 1900             | 2200 a 1400      | Euro 5    |
| C13         | 12882             | 353 (460) a 1900             | 2100 a 1500      | Euro 5    |
| C13         | 12882             | 368 (500) a 1900             | 2300 a 1500      | Euro 5    |
| C13         | 12882             | 382 (520) a 1900             | 2300 a 1600      | Euro 5    |
| C13         | 12882             | 412 (560) a 1900             | 2500 a 1575      | Euro 5    |
| C13 HI-eSCR | 12882             | 302 (410) a 1900             | 2100 a 1000      | Euro 6    |
| C13 HI-eSCR | 12882             | 331 (450) a 1900             | 2200 a 1000      | Euro 6    |
| C13 HI-eSCR | 12882             | 368 (500) a 1900             | 2300 a 1000      | Euro 6    |
| C13 HI-eSCR | 12882             | 375 (510) a 1900             | 2300 a 1000      | Euro 6    |
| C13 HI-eSCR | 12882             | 412 (560) a 1900             | 2500 a 1000      | Euro 6    |
| C13 HI-eSCR | 12882             | 420 (571) a 1900             | 2500 a 1000      | Euro 6    |

Todos estos motores diésel y GNC también están disponibles en versiones para:
- los materiales agrícolas,
- maquinaria de obras públicas,
- la marina,
- posiciones fijas: bombas industriales, generadores de energía, etc.

## Las versiones CURSOR CNG/Natural Power
El fabricante italiano siempre ha utilizado, desde su creación en 1899, el gas en todas sus formas (gas natural, GLP, metano, etc.), como combustible alternativo a la gasolina y al gasóleo para todos sus vehículos excepto camiones. Fue a partir de 1998, hace más de 20 años, que las oficinas de diseño del grupo Fiat se lanzaron a este desafío y adquirieron una valiosa experiencia con más de 40 000 motores que funcionan con gas natural. Hoy en día, FPT Industrial sigue siendo pionera en este campo y es el líder mundial indiscutible en este campo. De hecho, es el único fabricante en el mundo que ofrece una gama completa de motores que funcionan con gas natural, con potencias que van desde 136 hasta 460 CV DIN para todas las aplicaciones industriales fijas y móviles. Una gama que solamente pide crecer en el futuro. Todos los motores Fiat Powertrain también pueden funcionar con biometano, lo que les permite ser homologados con niveles de emisión de CO2 muy cercanos a cero.
FPT Industrial también ofrece soluciones más compactas que las que se ofrecen con los motores CURSOR, tanto para vehículos industriales como para vehículos comerciales ligeros. Para camiones de 6 a 19 toneladas, el motor TECTOR N60 Gas Natural es la solución más compacta y eficiente. Este motor de 6 cilindros en línea y 6 litros de cilindrada desarrolla una gran potencia, que puede alcanzar los 204 CV DIN a 2700 rpm con un elevadísimo par de 750 N·m a 1400 rpm, sea cual sea la carga y el recorrido. Comparado con su equivalente diésel, permite un ahorro de combustible de hasta un 30 %.
En el sector de los vehículos comerciales ligeros, FPT Industrial ofrece la versión a gas natural del motor más vendido del mundo: el motor F1C. El motor FPT F1C NG, que impulsa en particular la gama Iveco Daily, ha tenido un gran éxito comercial gracias a su legendaria robustez y fiabilidad, idénticas a las de la versión diésel, con una potencia que alcanza los 136 CV DIN y un par máximo de 350 N·m .
En los últimos 20 años, FPT Industrial también se ha convertido en pionera en el sector agrícola, equipando al primer tractor de biometano de la filial agrícola del grupo Fiat Case New Holland de un motor diseñado específicamente para esta área de aplicación.
El motor de gas natural de 6 cilindros NEF de FPT Industrial desarrolla un rendimiento similar al de su equivalente diésel en términos de potencia, par, durabilidad e intervalos de mantenimiento, lo que permite a los usuarios finales la misma aplicación en el campo. Comparado con un motor diésel, el NEF de 6 cilindros a gas natural permite una reducción del 10 % en las emisiones de CO2 y una reducción del 80 % en las emisiones contaminantes totales. Su combustión optimizada aumenta la eficiencia del motor y reduce los costes operativos entre un 10 y un 30 % en comparación con los motores diésel. También reduce el nivel de vibración y ruido en 5 dB.

### CURSOR 9 Natural Gas
El año 2016 estuvo marcado por el lanzamiento del motor CURSOR 9 Gas Natural, un motor de 6 cilindros en línea destinado a la instalación en vehículos de transporte pesado como la recogida de residuos domésticos, el transporte de personas y mercancías en zonas urbanas y de larga distancia. El motor de Gas Natural CURSOR 9 ofrece una potencia de 400 CV DIN a 2000 rpm con un par de 1700 N·m a 1200 rpm, con unas emisiones muy por debajo de los límites Euro VI.
Las emisiones contaminantes se reducen considerablemente. Los ensayos y pruebas de certificación de motores FPT CURSOR C9 NP y C13 NP muestran una reducción de las emisiones del 90 % de NO2, del 99 % de partículas finas y del 95 % de CO2 con el uso de GNL o biometano en comparación con un motor diésel equivalente.

### Nuevo motor CURSOR 13 Natural Power
Lanzado en 2017, el nuevo motor CURSOR C13 NP Euro VI fue especialmente desarrollado para equipar vehículos pesados en viajes internacionales largos. Equipado con 12,9 litros de cilindrada y un proceso de combustión muy eficiente con un peso optimizado, este motor asegura la máxima eficiencia en términos de consumo incluso en distancias muy largas. Los inyectores de gas de nueva generación han permitido obtener valores máximos de potencia y par.
El motor CURSOR C13 NP ofrece el mismo nivel de potencia y par que los motores diésel Euro VI actualmente en servicio con transportistas internacionales. Por otro lado, mejora, si es necesario, los registros que ostenta el motor CURSOR C9 NP con:
- un aumento de par del 18 %,
- potencia aumentada en un 15 %,
- mejor relación potencia/peso.

La nueva función "Silent Mode" a 71 dB(A) otorga al motor una ventaja innegable para un uso perfecto en entornos urbanos, incluso de noche.
Otra ventaja de los motores CURSOR NP es un intervalo de mantenimiento significativamente más largo. La frecuencia de cambio de aceite recomendada por el fabricante se ha incrementado a 90 000 km, la más larga de todos los fabricantes.

### La gama de motores CURSOR NP para vehículos de carretera
| Tipo          | Cilindrada (cm 3) | Potencia kW (cv DIN) a r/min | Par motor N m a r/min | Emisiones |
| ------------- | ----------------- | ---------------------------- | --------------------- | --------- |
| CURSOR C8 NP  | 7790              | 200 (270) a 2000             | 1100 a 1100/1750      | Euro 6    |
| CURSOR C8 NP  | 7790              | 221 (300) a 2000             | 1200 a 1200/1800      | Euro 6    |
| CURSOR C8 NP  | 7790              | 243 (330) a 2000             | 1300 a 1200/1800      | Euro 6    |
| CURSOR C9 NP  | 8709              | 294 (400) a 2000             | 1700 a 1200/1600      | Euro 6    |
| CURSOR C13 NP | 12 882            | 338 (460) a 1900             | 2000 a 1100/1600      | Euro 6    |

### Utilización de los motores CURSOR NP en IVECO Stralis
El primer uso práctico del motor FPT Industrial CURSOR C8 NP lo hizo el fabricante de camiones Iveco, filial del grupo Fiat S.p.A., en septiembre de 2014 con su nuevo modelo Stralis 330 NP.
Con la aparición del motor Cursor 9 NP, Iveco presentó en junio de 2016 el Stralis 400 NP, del que se entregaron 1000 unidades a Alemania en 18 meses y 500 unidades al transportista belga Jost.
Este vehículo tiene una autonomía de 1400 km.
Lanzado en octubre de 2017, el nuevo Stralis 460 NP causó sensación con su autonomía demostrada durante una prueba a gran escala en otoño de 2018, entre Londres y Madrid, es decir, 1728 km recorridos en dos días y medio sin repostar.

### Futuro CURSOR C13 NP 500
Si bien el nuevo motor CURSOR C13 460NP apenas ha sido conocido y reconocido en el mundo de las furgonetas, Iveco ya desveló a finales de noviembre de 2018 una nueva versión de este motor C13 500NP EVO cuya potencia se ha incrementado hasta los 500 CV DIN.

## El motor CURSOR más grande: el C16
En la Feria SaMoTer que se inauguró el 7 de mayo de 2014 en Verona, Fiat-FPT presentó el nuevo motor CURSOR 16, desarrollado para uso en equipos industriales. Se utilizó por primera vez en la cosechadora más grande del mundo, un modelo creado por la filial agrícola del grupo Fiat, Case-New Holland. Este motor de 6 cilindros en línea, como toda la gama CURSOR, tiene una cilindrada de 15 927 cm3 desarrollando una potencia de 630 kW con un par de 3500 N·m a 1400 rpm.
El 11 de septiembre de 2018, FPT Industrial presentó el nuevo motor marino, el CURSOR C16 1000 durante el primer día del "Cannes Yachting Festival". Aunque en esta ocasión se presentó este nuevo motor, consiguió un récord mundial. En marzo de 2018, de hecho, una versión especial del CURSOR 16 equipó el barco que ganó el récord mundial Guinness de velocidad en el agua con un motor diésel con un récord mundial de 277,5 km/h. Este récord sigue al premio "Diesel del Año" obtenido por el Cursor 16 en 2014, cuando fue lanzado comercialmente.
La CURSOR C16 1000 incorpora la arquitectura de 6 cilindros en línea de toda la gama CURSOR propulsada por el sistema de inyección Common Rail de última generación con una presión de 2200 bares, desarrollando una potencia de 1000 CV DIN a 2300 rpm, un valor nunca antes alcanzado por un motor de esta cilindrada.

### Características técnicas del CURSOR 16
- Diámetro × carrera: 141 y 160 mm
- Potencia máxima: 1000 CV DIN a 2300 rpm
- Par máximo: 3500 N·m Peso seco: 1690 kg
- Dimensiones (largo/ancho/alto): .1465 1136 1160 mm

## Uso del motor Cursor

### Iveco
| Variante         | Tipo                | Modelo                                            | Período       |
| ---------------- | ------------------- | ------------------------------------------------- | ------------- |
| Cursor 8 F2B     | Autobús urbano      | Irisbus Agora                                     | 2002-2005     |
| Cursor 8 F2B     | Autobús urbano      | Irisbus CityClass                                 | 2001-2008     |
| Cursor 8 F2B     | Autobús urbano      | Irisbus Citelis 10/12/18                          | 2005-2015     |
| Cursor 8 F2B     | Autobús urbano      | Irisbus Crealis                                   | 2008-2014     |
| Cursor 8 F2B     | Autobús interurbano | Irisbus Citelis Line                              | 2005-2010     |
| Cursor 8 F2B     | Autocar             | Irisbus MyWay                                     | 2001-2007     |
| Cursor 8 F2B     | Autocar             | Karosa C 955                                      | 2001-2007     |
| Cursor 8 F2B     | Autocar             | Irisbus Ares                                      | 2002-2006     |
| Cursor 8 F2B     | Autocar             | Irisbus Axer                                      | 2001-2007     |
| Cursor 8 F2B     | Autocar             | Iveco 380 Euroclass                               | 2002-2006     |
| Cursor 8 F2B     | Autocar             | Irisbus New Domino HD/HDH                         | 2007-2010     |
| Cursor 8 F2B     | Camión              | Astra HD7 - HD7c                                  | 2000-2006     |
| Cursor 8 F2B     | Camión              | Iveco Trakker                                     | 2004-presente |
| Cursor 8 F2B     | Camión              | Iveco Stralis                                     | 2002-presente |
| Cursor 8 F2B     | Camión              | Iveco EuroTech                                    | 1998-2002     |
| Cursor 8 F2B     | Camión              | Iveco EuroStar                                    | 1998-2002     |
| Cursor 8 F2B     | Camión              | Iveco EuroTrakker                                 | 2000-2004     |
| Cursor 8 F2B     | Camión              | Iveco Magirus EuroFire                            | 2000-presente |
| Cursor 8 F2B     | Camión              | Iveco M170                                        | 2003-presente |
| Cursor 8 CNG     | Autobús urbano      | Irisbus CityClass 12/18                           | 2005-2008     |
| Cursor 9 F2C     | Autobús urbano      | Iveco Bus Urbanway 12                             | 2013-presente |
| Cursor 9 F2C     | Autobús urbano      | Iveco Bus Urbanway 18                             | 2013-presente |
| Cursor 9 F2C     | Autocar             | Irisbus MyWay                                     | 2001-2007     |
| Cursor 9 F2C     | Autocar             | Iveco Bus Magelys 12/13                           | 2014-presente |
| Cursor 9 F2C     | Autocar             | Iveco Bus Crossway 12/13                          | 2014-presente |
| Cursor 9 F2C     | Camión              | Iveco 682                                         | 2014-presente |
| Cursor 9 F2C     | Camión              | Iveco Magirus EuroFire                            | 2009-presente |
|                  |                     |                                                   |               |
| Cursor 9 CNGF2CG | Autocar             | Iveco Bus Crossway LE                             | 2017-presente |
| Cursor 9 CNGF2CG | Autobús urbano      | Iveco Bus Urbanway 12                             | 2022-presente |
| Cursor 9 CNGF2CG | Autobús urbano      | Iveco Bus Urbanway 18                             | 2022-presente |
| Cursor 10 F2C    | Autocar             | Irisbus Magelys HDH 12                            | 2008-2010     |
| Cursor 10 F2C    | Dumpers             | Astra RD 28C - Astra RD 32C                       | 1999-presente |
| Cursor 9/11/13   | Camión              | Iveco Stralis Iveco Trakker Iveco M250 Iveco M320 | 2010-presente |
| Cursor 13-2      | Camión              | Astra HD9                                         | 2011-presente |
| Cursor 13-2      | Dumper              | Astra RD 40                                       | 2010-presente |
| Cursor 16        | Camión              | Iveco M1250                                       | 2016-presente |

### De otros fabricantes
| Variante            | Tipo                      | Marca                                        | Modelo            |
| ------------------- | ------------------------- | -------------------------------------------- | ----------------- |
| Cursor 9 F2C        | Autobús urbano articulado | SOR                                          | NS 18             |
| Cursor 9 F2C        | Autobús urbano articulado | SOR                                          | NB 18             |
| Cursor 9 F2C        | Autobús urbano articulado | Heuliez Bus                                  | GX 437            |
| Cursor 9 F2C        | Autobús urbano articulado | Karsan - Menarini Bus                        | Citymood 18       |
| Cursor 9 F2C        | Autobús urbano            | Karsan - Menarini Bus                        | Citymood 10,6     |
| Cursor 9 F2C        | Autobús urbano            | Karsan - Menarini Bus                        | Citymood 12       |
| Cursor 9 F2C        | Autocar                   | VDL Bus & Autocars                           |                   |
| Cursor 9 F2C        | Vaporetto de Venise       | Azienda Consorzio Trasporti Veneziano (ACTV) |                   |
| Cursor 9 F2C        | Autocar                   | King Long                                    |                   |
| Cursor 9 F2C        | Autocar                   | Golden Dragon                                |                   |
| Cursor 8 NG F2BG    | Autobús urbano articulado | SOR                                          | NBG 18            |
| Cursor 8 NG F2BG    | Autobús urbano            | SOR                                          | BNG 12            |
| Cursor 8 NG F2BG    | Autocar intercity         | SOR                                          | CNG 12            |
| Cursor 8 NG F2BG    | Autocar intercity         | SOR                                          | CNG 12,3          |
| Cursor 8 NG F2BG    | Autobús urbano            | Heuliez                                      | GX 337 CNG        |
| Cursor 8 NG F2BG    | Autobús urbano            | Karsan MenariniBus                           | Citymood 10,6 CNG |
| Cursor 8 NG F2BG    | Autobús urbano            | Karsan MenariniBus                           | Citymood 12 CNG   |
| Cursor 8 NG F2BG    | Autobús urbano            | Foton Motor & China Youthman Automotive      |                   |
| Cursor 11 HI-eSCR   | Autobús y autocar         | Daewoo Bus                                   |                   |
| Cursor 13 MAR I     | Cosechadoras              | New Holland Agriculture CR8.90               |                   |
| Cursor 9/10/13      | Generador                 | 2H Energy                                    |                   |
| Cursor 9/13/16      | Generador                 | Teksan                                       |                   |
| Cursor 13 Euro 5    | Camión                    | Tata Daewoo Prima                            |                   |
| Cursor 11/13 Euro 6 | Camión                    | Tata Daewoo Prima                            |                   |

## El rango actual de FPT Cursor
- CURSOR C8 - Euro 5 - 7790 cm3 (115 × 125 mm) - 360 CV DIN a 2400 rpm/par 1500 N·m a 1655 rpm
- CURSOR C78 - Euro 6 - 7790 cm3 (115 × 125 mm) - 360 CV DIN a 2400 rpm - par 1500 N·m a 1655 rpm
- CURSOR 8 NG - EEC Euro 6 - 7790 cm3 (115 × 125 mm) - 325/243 cv DIN/kW - par 1300 N·m a 1740 rpm
- CURSOR C9 - 8710 cm3 (117 × 135 mm) - Euro 6 - 400/294 DIN hp/kW a 2200 rpm - par 1650 N·m de 1050 a 1600 rpm
- CURSOR C9 NG - 8710 cm3 (117 × 135 mm) - Euro 6 - 294 kW a 2000 rpm - par 1700 N·m a 1250 rpm
- CURSOR C10 - 10308 cm3 (125 × 140 mm) - Euro 5 - 460/338 cv DIN/kW a 2100 rpm - par 2100 N·m a 1550 rpm
- CURSOR C11 - 11100 cm3 (117 × 144 mm) - Euro 6 - HI-eSCR - 480/353 DIN hp/kW - par 2250 N·m a 1050 rpm - 1000 a 1600 rpm
- CURSOR C13 - 12 900 cm3 (135 × 150 mm) - Euro 5 - 410/301 - 560/412 DIN CV/kW de 1600 a 1900 rpm - par 2500 N·m de 1000 a 1600 rpm
- CURSOR C13 HI-eSCR - Common Rail Euro 6 - 571/420 - par 2500 N·m a 1000 rpm
- CURSOR C13 NG - 12 900 cm3 (135 × 150 mm) - Euro 6 - 460/343 cv DIN/kW de 1550 a 1950 rpm - par 2000 N·m de 1050 a 1600 rpm
- CURSOR C16 - 15927 cm3 (141 × 170 mm) - Stage IV/Tier 4 final - 1000/736 hp DIN/kW a 2100 rpm - par 3500 N·m a 1500 rpm